# Ana Esmeralda
Ana Esmeralda (Tetuán, Protectorado español de Marruecos; 12 de diciembre de 1931) es una ex-actriz, bailarina, coreógrafa y profesora hispano-brasileña, afincada en Brasil.
Con posterioridad a su carrera como actriz, se dedicó exclusivamente a la danza, fundando en 1986 el Ballet Ana Esmeralda (1986-2006) y a partir de entonces se concentró en la faceta de profesora y coreógrafa de flamenco.

## Filmografía completa
- La casa de las sonrisas (1948)
- El amor brujo (1949)
- Lola la Piconera (1951)
- Bronce y luna (1953)
- María Dolores (1953)
- Siempre Carmen (1953)
- Quem matou Anabela? (1956)
- Llegaron dos hombres (1959)
- La casa de la Troya (1959)
- El vagabundo y la estrella (1960)
- Don José, Pepe y Pepito (1961)
- São Paulo, Sociedade Anônima (1965)
- La cesta (1965)